# La Loi des gangs
Pour plus de détails, voir Fiche technique et Distribution.
La Loi des gangs (The Steel Jungle) est un film américain réalisé par Walter Doniger, sorti en 1956.

## Synopsis
Ed Novak respecte la loi du silence et va en prison, plutôt que de dénoncer c'est les dirigeants de son gang. Sa femme, Frances, attend pourtant un enfant. Petit à petit, Novak prend conscience qu'il a été abandonné. Mais Steve Marlin, un codétenu, s'assure qu'il ne parle pas.

## Fiche technique
- Titre : La Loi des gangs
- Titre original : The Steel Jungle
- Réalisation : Walter Doniger
- Scénario : Walter Doniger
- Musique : David Buttolph
- Photographie : J. Peverell Marley
- Montage : Folmar Blangsted
- Production : David Weisbart
- Société de production : Warner Bros.
- Société de distribution : Warner Bros. (États-Unis)
- Pays :  États-Unis
- Genre : Film noir et drame
- Durée : 86 minutes
- Dates de sortie : 
  -  États-Unis : 10 mars 1956[1]

## Distribution
- Perry Lopez : Ed Novak
- Beverly Garland : Frances « Francie » Novak
- Walter Abel : le gardien Bill Keller
- Ted de Corsia : Steve Marlin
- Kenneth Tobey : Dr. Lewy
- Allison Hayes : Mme. Archer
- Gregory Walcott : le gardien Weaver
- Leo Gordon : Lupo
- Kay E. Kuter : Stringbean
- Bob Steele : Dan Bucci
- Ralph Moody : Andy Griffith
- Stafford Repp : Beakeley
- Sailor Vincent : Harry
- Edward Platt : le juge Wahller
- Frank Gerstle : Kadinski
- Tom McKee : le sergent de police Hayes
- Eddie Baker : Schiller
- Mack Williams : le lieutenant de police Bryant
- Robert Bray : le lieutenant de police Soberman
- Peter Gray : le lieutenant de police Murray
- Bill Phillips : l'officier Borgum

## Accueil
Le film a reçu la note de 2/5 sur AllMovie.